# AEGON Pro Series Shrewsbury 2012
L'AEGON Pro Series Shrewsbury 2012 è stato un torneo professionistico di tennis femminile giocato sul cemento indoor. È stata la 5ª edizione del torneo, che fa parte dell'ITF Women's Circuit nell'ambito dell'ITF Women's Circuit 2012. Si è giocato a Shrewsbury in Gran Bretagna dal 17 al 23 settembre 2012.

## Partecipanti

### Teste di serie
| Nazionalità | Giocatrice         | Ranking* | Testa di serie |
| ----------- | ------------------ | -------- | -------------- |
| Rep. Ceca   | Kristýna Plíšková  | 106      | 1              |
| Rep. Ceca   | Karolína Plíšková  | 111      | 2              |
| Svizzera    | Stefanie Vögele    | 131      | 3              |
| Portogallo  | Maria João Koehler | 136      | 4              |
| Germania    | Annika Beck        | 141      | 5              |
| Italia      | Nastassja Burnett  | 143      | 6              |
| Regno Unito | Johanna Konta      | 148      | 7              |
| Russia      | Marta Sirotkina    | 160      | 8              |

- Ranking al 10 settembre 2012.

### Altre partecipanti
Giocatrici che hanno ricevuto una wild card:
- Lucy Brown
- Anna Fitzpatrick
- Francesca Stephenson
- Jade Windley

Giocatrici che sono passate dalle qualificazioni:
- Amy Bowtell
- Anne Kremer
- Angelica Moratelli
- Charlène Seateun
- Julia Kimmelmann (lucky loser)

## Campionesse

### Singolare
- Annika Beck ha battuto in finale  Stefanie Vögele, 6–2, 6–4

### Doppio
- Vesna Dolonc /  Stefanie Vögele hanno battuto in finale  Karolína Plíšková /  Kristýna Plíšková, 6–1, 6(3)–7, [15–13]